# Avengers Grimm
Avengers Grimm è un film del 2015 diretto da Jeremy M. Inman, ed è un mockbuster del film Avengers: Age of Ultron e della serie C'era una volta.

## Trama
La principessa Biancaneve scopre che Tremotino sta lottando per avere il potere, ma arrivati davanti allo specchio magico, i due vengono risucchiati e portati dalla Terra del Reame a Los Angeles, la Terra degli esseri umani. Poco dopo, l'ormai cacciatrice Cappuccetto Rosso, e le altre principesse Cenerentola, Rapunzel e Aurora, ovvero la Bella Addormentata la raggiungono e assieme a lei cercano di combattere Tremotino e i suoi schiavi, prima che tutta l'umanità venga ridotta in schiavitù.